# Czyżyny
Czyżyny là một trong 18 quận của Krakow, nằm ở trung tâm của thành phố. Cái tên Czyżyny xuất phát từ một ngôi làng cùng tên hiện là một phần của huyện.
Theo Tổng cục Thống kê Trung ương dữ liệu, diện tích của huyện là 12,26 kilômét vuông (4,73 dặm vuông Anh) và 27 369 người sinh sống ở Czyżyny.

## Phân khu của Czyżyny
Czyżyny được chia thành các phân khu nhỏ hơn (osiedles). Đây là danh sách.
- Łęg
- Osiedle 2 Pułku Lotniczego
- Osiedle Akademickie
- Osiedle Dywizjonu 303
- Osiedle Czyżyny